# Jowisz LII
S/2010 J 2 (Jowisz LII) – mały zewnętrzny księżyc Jowisza, odkryty w 2010 r. przez Christiana Veilleta za pomocą Teleskopu Kanadyjsko-Francusko-Hawajskiego (CFHT) na Mauna Kea. Parametry orbity sugerują, że należy on do grupy Ananke.